# Le Manifeste de l'appoggiature
 (octobre 2021).
Si vous disposez d'ouvrages ou d'articles de référence ou si vous connaissez des sites web de qualité traitant du thème abordé ici, merci de compléter l'article en donnant les références utiles à sa vérifiabilité et en les liant à la section « Notes et références ».
Le Manifeste de l'appoggiature est un court métrage français de Michel Ionascu réalisé en 2006.

## Synopsis
Lorsque le Réel et l’Imaginaire se rencontrent, cela ne se passe pas vraiment bien. Ils n’ont pas les mêmes valeurs. Mais, une fois n’est pas coutume, chacun apprend de l’autre qu’il est un enrichissement mutuel. La princesse Clara et le cheminot Lantier se rapprochent pour le meilleur. Car la vie est une appoggiature.

## Fiche technique
- Réalisateur : Michel Ionascu
- Scénario et dialogues : Michel Ionascu
- Producteur : Jean Roké Patoudem
- Coproduction : Patou Films International avec la participation de Zongo Cinéma
- Format : 35 m/m
- Durée : 36 min.
- Format : couleur
- Année : 2006
- Pays :  France
- Chef-opérateur : Alexandre Gabriel y Galan
- Assistant image : Fabien Delvaux
- Première assistante à la réalisation : Natalia Silva-Ramirez
- Assistante : Cécilia Alvarez
- Ingénieure du son : Rosalie Revoyre
- Assistant son : Jean-Luc Mouillet
- Régisseur général : Stéphane Petit assisté de Rosario Betolaza et de La Rusia
- Scriptes : Marion Vautrin et Émilie Carbonnel
- Musiques : Rona Hartner et Zomba Productions Music
- Maquillage : Caroline Payen
- Laboratoire : Neyrac-Centrimage
- Matériel son : Tapages
- Matériel image : Régie Régionale Provence-Alpes-Côte d’Azur (Robert delli Carri), Transpalux (Marseille)
- Lieux de tournage : Arles, Salins de Giraud, Avignon.

## Distribution
- Rona Hartner : la princesse Clara
- Jean-Luc Habel : le cheminot Lantier
- Gabriel Ionascu : Gabriel, le jeune frère de la princesse Clara
- Ahmed El Kouraïchi : Nazim
- René Carton : un cheminot
- Christian Larour : un cheminot
- Philippe Delatour ; un cheminot
- Amélie Duval : Zaïa
- César : lui-même
- Tania Géromini et ses sœurs : les trois femmes indiennes
- Le mannequin noir : lui-même